# Chiesa di San Niccolò a Montecampolesi
La chiesa di San Niccolò è stato un edificio sacro, oggi scomparso, situato ai margini dell'abitato di Montecampolesi, a Mercatale in Val di Pesa, nel comune di San Casciano in Val di Pesa, in provincia di Firenze.

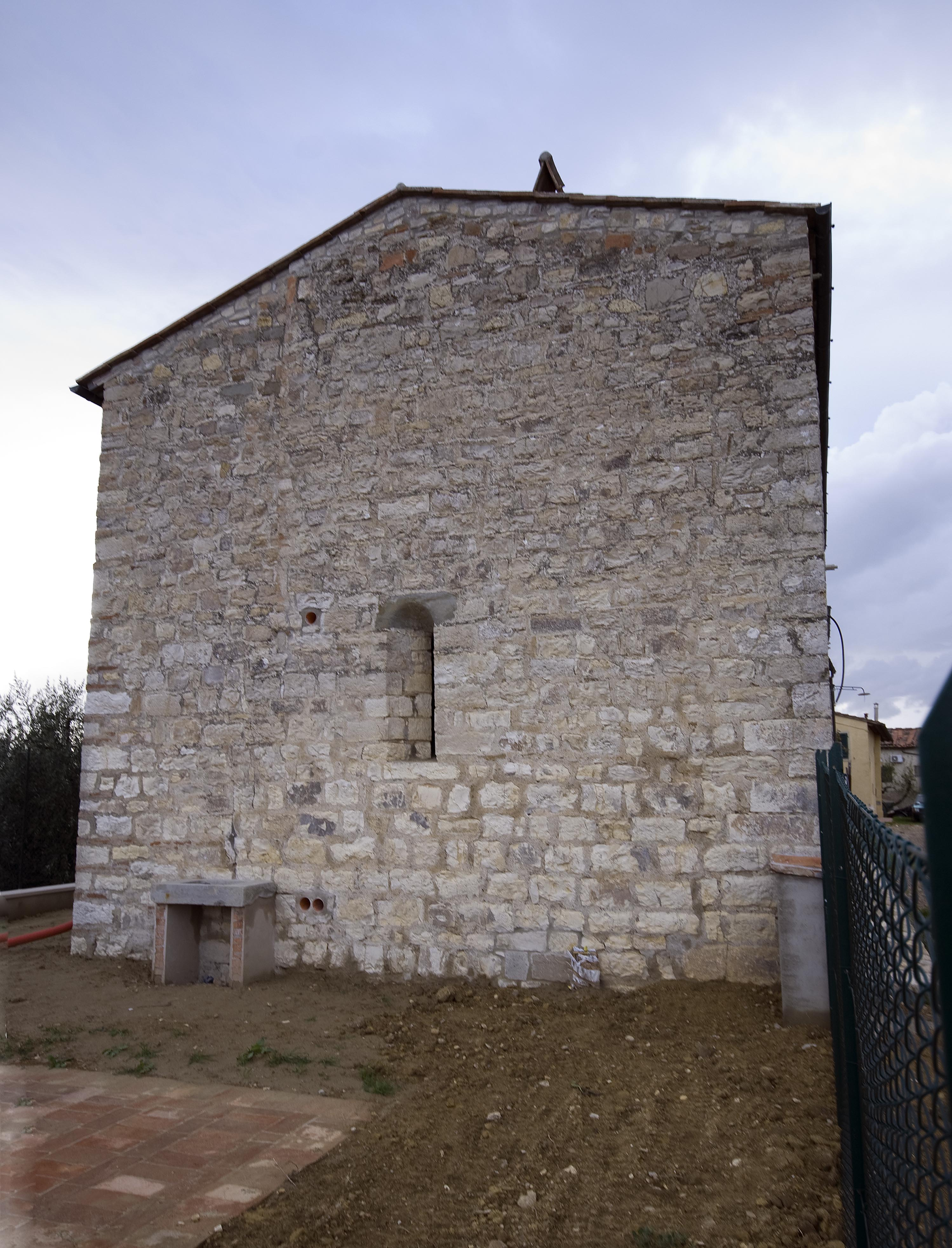
La tribuna

## Storia
La chiesa era inserita all'interno del castello di Montecampolesi, castello ricordato come centro curtense e feudo del vescovo di Firenze in data 3 marzo 1237 e solo come castello il 19 luglio 1252.
In un documento datato 6 agosto 1260 il rettore Riccomanno Cavaterre si impegna a pagare all'esercito fiorentino 7 staia di grano. Il popolo di Sancti Nicholai de Monte Campolensis viene ricordato più volte, alla fine del XIII secolo tra i censuari della diocesi. A causa, forse, delle ingenti tasse vescovili a cui era sottoposto, nelle decime del 1276 e del 1302 risulta incapace di pagare. Le pesanti tasse da versare al vescovo portarono gli abitanti del borgo ad aderire, nel 1379 al partito imperiale.
Venne annessa alla pieve di Campoli in data 21 gennaio 1788 e nel 1892 fu sconsacrata e da allora è adibita ad usi agricoli.

## Architettura
La chiesa sorgeva isolata rispetto all'abitato ed era composta da un'unica navata rettangolare coperta a tetto. Venne costruita nella prima metà del XIII secolo.
La facciata, oggi nascosta da un portico era a capanna. È ancora visibile in portale che ha gli stipiti realizzati in conci di alberese. Le fiancate erano prive di aperture.
Nella tribuna sono visibili i segni di un cedimento strutturale sulla parte sinistra. È priva di abside ed è aperta da una monofora a doppio strombo e archivolto monolitico in arenaria.